# Mysterious Island (Disney)

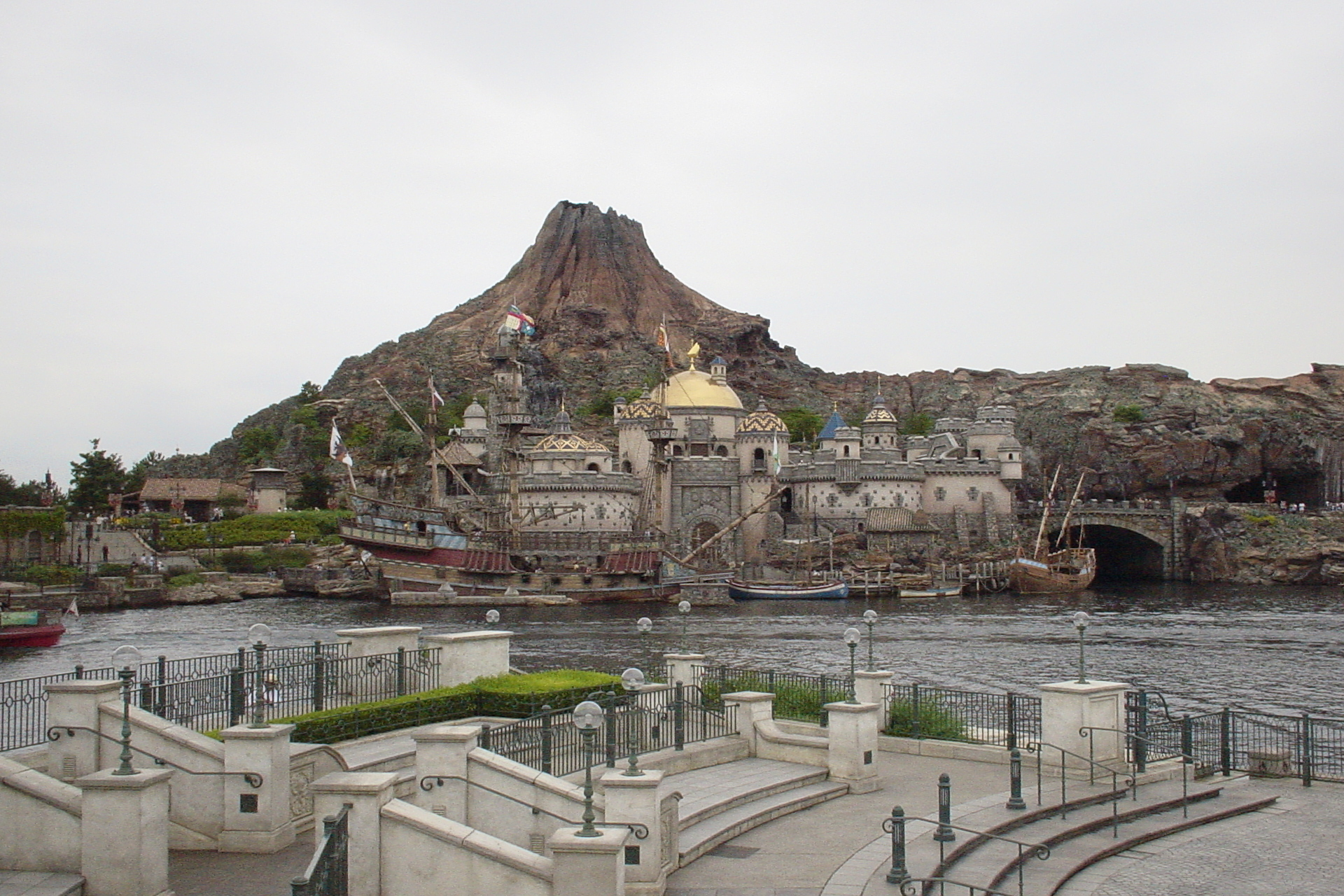
Zicht op Mount Prometheus

Mysterious Island is een port-of-call (Nederlands: aanleghaven) in het attractiepark Tokyo DisneySea in het Tokyo Disney Resort in Urayasu en werd geopend op 4 september 2001. In dit parkdeel is het icoon van het park aanwezig, de vulkaan Mount Prometheus.

## Beschrijving
Mysterious Island is en recreatie van de fictieve naamgenoot uit het boek Het geheimzinnige eiland van Jules Verne, dat dienstdoet als de schuilplaats voor Kapitein Nemo. Het is ook wel bekend onder de naam Vulcania Island, zoals het werd genoemd in de film 20,000 Leagues Under the Sea van Disney. Wanneer bezoekers het parkdeel betreden ontdekken ze als het ware de geheime basis van Kapitein Nemo, compleet met een haven voor zijn Nautilus. Ook is er een laboratorium aanwezig binnenin de vulkaan, Mount Prometheus. Kapitein Nemo is bezig met het bestuderen van de diepten der aarde en zeeën. Hiervoor neemt hij de bezoekers mee in zowel de attractie 20,000 Leagues Under the Sea: Submarine Voyage als in de attractie Journey to the Center of the Earth.
Ondanks de naam van het parkdeel is het gebied zelf geen eiland. Het is in feite een gebied dat is ingebouwd in een inham van Mount Prometheus, die nog actief is. Dit is te zien aan opstijgende rook uit de krater en opspattend water uit het meer. In het gebied is dan ook weinig begroeiing te bekennen. Het bestaat voornamelijk uit rotsen en metalen ornamenten.

## Faciliteiten

### Attracties
- 20,000 Leagues Under the Sea: Submarine Voyage
- Journey to the Center of the Earth

### Winkels
- Nautilus Gifts

### Restaurants
- Vulcania Restaurant
- Refreshment Station
- Nautilus Galley

## Trivia
- Mysterious Island bevat enkele van de plannen die oorspronkelijk bedoeld waren voor Discoveryland in het Disneyland Park in Parijs.
- De attractie Journey to the Center of the Earth was in de conceptfase een vrije val die zich in de vulkaan zou bevinden.